# Везен (звезда)
Ве́зен (Дельта Большого Пса, δ CMa, δ Canis Majoris) — звезда в созвездии Большого Пса. Её название в переводе с арабского وزن (wazn) означает «тяжесть». У звезды Бета Голубя схожее по звучанию название: Везн (лат. Wazn), но означает оно «копчик».
Везен — жёлто-белый сверхгигант спектрального класса F, видимая звёздная величина +1,83m. Это — третья по яркости звезда в созвездии после Сириуса и Адары.